# Den danske historiske Forening
Den danske historiske Forening blev stiftet i 14. februar 1839 på initiativ af Christian Molbech med det formål at vække historisk interesse og fremme historiske studier.
Det af foreningen udgivne Historisk Tidsskrift er også blevet midtpunktet for historisk forskning i Danmark; ved siden af det har foreningen tillige udgivet mange særskilte arbejder, deriblandt så vigtige som N.M. Petersens Bidrag til den danske Litteraturs Historie, Holger Rørdams Universitetshistorie og Otto Vaupells skildring af den slesvigske treårskrig.
Sin 50-årige beståen fejrede foreningen 1889 ved at udgive Johannes Steenstrups Historieskrivningen i Danmark i 19. Aarh. (1801-63). Medlemmerne modtager alt, hvad foreningen udgiver; deres tal, der kort efter Foreningens stiftelse udgjorde 400, var i 1920'erne ca. 800. Den danske historiske Forening står i forbindelse med de historiske foreninger i Norge og Sverige.